# Dioscorea duchassaingii
Dioscorea duchassaingii är en enhjärtbladig växtart som beskrevs av Reinhard Gustav Paul Knuth. Dioscorea duchassaingii ingår i släktet Dioscorea och familjen Dioscoreaceae. Inga underarter finns listade i Catalogue of Life.